# محمد سليمان حجازي
محمد سليمان موسى حجازي (وُلد في عام 10 أبريل 1948 في رفح) أكاديمي وبرلماني فلسطيني، كان عضوًا في المجلس التشريعي الفلسطيني الأول بين عامي 1996 و2006، بعدما ترشح في الانتخابات العامة الفلسطينية عام 1996 عن حركة فتح في دائرة محافظة رفح وحصل على 11,584 صوتًا. وهو عضو مجلس أمناء جامعة الأزهر في غزة وعضو المجلس الوطني الفلسطيني.